# Bistum Parañaque

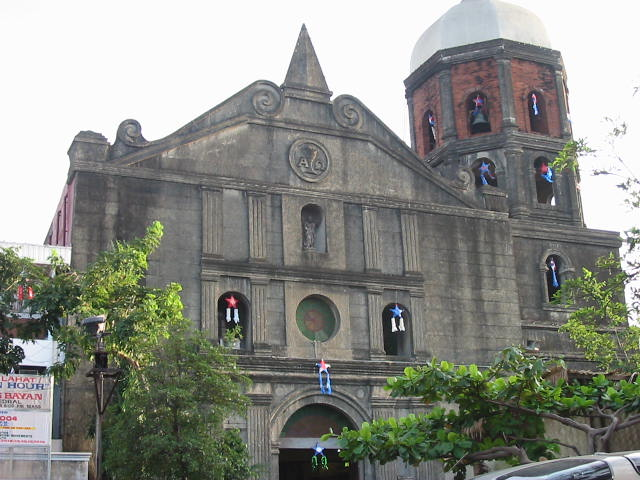
St. Andrew Cathedral

Das Bistum Parañaque (lat.: Dioecesis Paranaquensis) ist eine auf den Philippinen gelegene römisch-katholische Diözese mit Sitz in Parañaque. Es umfasst die Städte Parañaque, Las Piñas und Muntinlupa der Metro Manila.
Im Bistum liegt die Baclaran Church, einer der meistbesuchten Marienwallfahrtsorte weltweit.

## Geschichte
Papst Johannes Paul II. gründete es am 7. Dezember 2002  mit der Apostolischen Konstitution Ad efficacius providendum aus Gebietsabtretungen des Erzbistums Manila, dem es auch als Suffragandiözese unterstellt wurde. Der Ortsordinarius ist seit der Gründung Jesse Eugenio Mercado.

## Statistik
| Jahr | Bevölkerung | Bevölkerung | Bevölkerung | Priester     | Priester         | Priester       | Priester               | Ständige Diakone | Ordensleute  | Ordensleute      | Pfarreien |
| Jahr | Katholiken  | Einwohner   | %           | Gesamtanzahl | Diözesanpriester | Ordenspriester | Katholiken je Priester | Ständige Diakone | Ordensbrüder | Ordensschwestern | Pfarreien |
| ---- | ----------- | ----------- | ----------- | ------------ | ---------------- | -------------- | ---------------------- | ---------------- | ------------ | ---------------- | --------- |
| 2002 | 1.269.122   | 1.381.000   | 91,9        | 133          | 46               | 87             | 9.542                  |                  |              | 61               | 48        |
| 2003 | 1.256.710   | 1.381.000   | 91,0        | 126          | 39               | 87             | 9.973                  |                  | 87           | 61               | 49        |
| 2004 | 1.269.122   | 1.381.000   | 91,9        | 185          | 40               | 145            | 6.860                  |                  | 390          | 677              | 47        |
| 2013 | 1.306.854   | 1.633.064   | 80,0        | 168          | 76               | 92             | 7.778                  |                  | 289          | 1.233            | 50        |